# Farringford House
Farringford House, dans le village de Freshwater Bay, île de Wight, est la maison du poète Alfred Tennyson, de 1853 jusqu'à sa mort en 1892. 

## Histoire

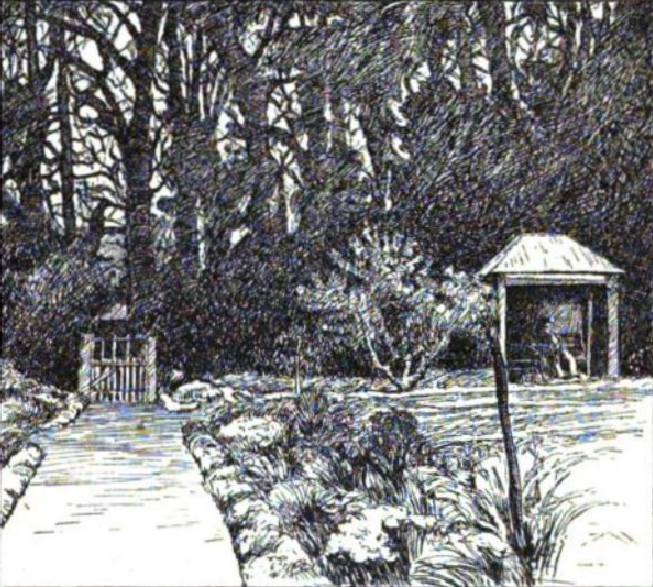
Croquis du poète Alfred Tennyson publié un an après sa mort en 1892, assis dans sa tonnelle préférée à sa maison Farringford House dans le village de Freshwater Bay, île de Wight

La maison principale date de 1806 avec des embellissements gothiques et des extensions ajoutées à partir des années 1830. D'une importance historique particulière, elle abrite la deuxième bibliothèque construite par sa femme Emily Tennyson en 1871 avec une salle de jeux en dessous reliée par un escalier en colimaçon à tourelle. Les terrains sont aménagés en pelouse, bordures de roses et plantations informelles.
Tennyson loue Farringford en 1853, puis l'achète en 1856. Il constate qu'il y avait trop de touristes qui le harcelaient à Farringford, il part à "Aldworth", une demeure seigneuriale sur une colline connue sous le nom de Blackdown entre Lurgashall et Fernhurst, à environ 2 km au sud de Haslemere dans le Sussex de l'Ouest en 1869. Cependant, il retourne à Farringford pour passer les hivers.
La maison et le terrain font l'objet d'un programme de restauration après avoir été un hôtel Pontin après sa vente par la famille Tennyson dans les années 1940. Martin Beisly et sa partenaire commerciale Rebecca FitzGerald achètent l'hôtel en 2007. Ils ferment l'hôtel en 2009 et le rouvrent en 2017 en tant que maison/musée historique après rénovation,.
Le domaine est situé sur Bedbury Lane, Freshwater Bay, à l'extrémité ouest de l'île de Wight. Certaines des maisons environnantes, en particulier celles de Middleton au début de Moons Hill, sont liées à l'histoire de Farringford, qui faisait autrefois partie du domaine. Les maisons au bout de Queens Road, la jonction près de la ferme étaient autrefois des écuries où étaient gardés les chevaux de Fred Pontin.